# Graminaseius sobrinulus
Graminaseius sobrinulus är en spindeldjursart som först beskrevs av Athias-Henriot 1967.  Graminaseius sobrinulus ingår i släktet Graminaseius och familjen Phytoseiidae. Inga underarter finns listade i Catalogue of Life.